# پریچاردیا
پریچاردیا (نام علمی: Pritchardia) نام یک سرده از خانواده نخل است.